# Ketitang (Jumo)
Ketitang is een bestuurslaag in het regentschap Temanggung van de provincie Midden-Java, Indonesië. Ketitang telt 1745 inwoners (volkstelling 2010).